# جاكوب الكسندر برستون
جاكوب الكسندر برستون (بالإنجليزية: Jacob Alexander Preston)‏ هو سياسي أمريكي، ولد في 12 مارس 1796، وتوفي في 2 أغسطس 1868. حزبياً، نشط في حزب اليمين. وقد انتخب عضو مجلس النواب الأمريكي.